# The Soul of Youth
Pour plus de détails, voir Fiche technique et Distribution.
The Soul of Youth est un film muet américain réalisé par William Desmond Taylor, sorti en 1920.

## Fiche technique
- Titre original : The Soul of Youth
- Réalisation : William Desmond Taylor
- Scénario : Julia Crawford Ivers
- Chef-opérateur : James Van Trees
- Date de sortie : 
  - États-Unis : 15 août 1920

## Distribution
- Lewis Sargent : Ed Simpson
- Ernest Butterworth Jr. : Mike
- Clyde Fillmore : M. Hamilton
- Grace Morse : Mme. Hamilton
- Lila Lee : Vera Hamilton
- Elizabeth Janes : Ruth Hamilton
- William Collier Jr. : Dick Armstrong
- Claude Payton : Pete Morano
- Betty Schade : Maggie
- Fred Huntley : M. Hodge
- Sylvia Ashton : Mme. Hodge
- Russ Powell : Patrolman Jones
- Ben Lindsey : lui-même
- Mme. Ben Lindsey : elle-même
- Jane Keckley : Matronne
- Eunice Murdock Moore : la cuisinière
- Barbara Gurney : la mère du bébé